# 广西画眉草
广西画眉草（学名：Eragrostis guangxiensis）是禾本科画眉草属的植物，是中国的特有植物。分布在中国大陆的广西茅桥等地，多生长于路边山坡和水畦地，目前尚未由人工引种栽培。
其种加词“guangxiensis”意为“广西的”。
现接受名为细叶画眉草（Eragrostis nutans (Retz.) Nees ex Steud., 1840）。